# Ruesga
Ruesga – gmina w Hiszpanii, w prowincji Kantabria, w Kantabrii, o powierzchni 87,96 km². W 2011 roku gmina liczyła 981 mieszkańców.